# Цохешти (Арад)
Цохешти (рум. Țohești) насеље је у Румунији у округу Арад у општини Халмађел. Oпштина се налази на надморској висини од 290 m.

## Становништво
Према подацима из 2002. године у насељу је живело 125 становника, од којих су сви румунске националности.